# Municipio de Thompson (condado de Geauga)
El municipio de Thompson (en inglés: Thompson Township) es un municipio ubicado en el condado de Geauga en el estado estadounidense de Ohio. En el año 2010 tenía una población de 2269 habitantes y una densidad poblacional de 34,13 personas por km².

## Geografía
El municipio de Thompson se encuentra ubicado en las coordenadas 41°40′33″N 81°3′31″O / 41.67583, -81.05861. Según la Oficina del Censo de los Estados Unidos, el municipio tiene una superficie total de 66.47 km², de la cual 66,14 km² corresponden a tierra firme y (0,51 %) 0,34 km² es agua.

## Demografía
Según el censo de 2010, había 2269 personas residiendo en el municipio de Thompson. La densidad de población era de 34,13 hab./km². De los 2269 habitantes, el municipio de Thompson estaba compuesto por el 98,81 % blancos, el 0,22 % eran afroamericanos, el 0,18 % eran amerindios, el 0,13 % eran asiáticos y el 0,66 % eran de una mezcla de razas. Del total de la población el 0,35 % eran hispanos o latinos de cualquier raza.